# Billy Bathgate
Pour les articles homonymes, voir Bathgate (homonymie).
Pour plus de détails, voir Fiche technique et Distribution.
Billy Bathgate est un film américain réalisé par Robert Benton, sorti en 1991.

## Synopsis
En 1935, le jeune Billy Bathgate entre dans la bande du célèbre gangster Dutch Schultz. Ce dernier, froid, cynique et paranoïaque, n'hésite pas à faire exécuter son adjoint, Bo Weinberg, qu'il suspecte de l'avoir trahi. Pressentant la convoitise de Dutch pour sa maîtresse Drew, Bo fait promettre à Billy de protéger la jeune femme. Harcelé par la justice et talonné par les bandes rivales, Dutch cherchera plus tard à la tuer, mais Billy, qui en est tombé amoureux, décide d'assurer sa protection.

## Fiche technique
- Titre : Billy Bathgate
- Réalisation : Robert Benton, assisté de Brian W. Cook
- Scénario : Tom Stoppard, d'après le livre éponyme de E. L. Doctorow
- Musique : Mark Isham
- Photographie : Néstor Almendros
- Montage : Alan Heim, David Rey & Robert M.Reitano
- Costumes : Joseph G. Aulisi
- Production : Arlene Donovan & Robert F. Colesberry
- Sociétés de production : Touchstone Pictures & Touchwood Pacific Partners 1
- Société de distribution : Buena Vista Pictures
- Pays :  États-Unis
- Langue : Anglais
- Genre : Drame, Film de gangsters
- Format : Couleur - Dolby - 35 mm - 1.78:1
- Durée : 102 min
- Date de sortie en salles : 1er novembre 1991 (USA), 15 janvier 1992 (France)

## Distribution
- Loren Dean (VF : Damien Boisseau) : Billy Bathgate
- Dustin Hoffman (VF : Mario Santini) : Dutch Schultz
- Nicole Kidman (VF : Stéphanie Murat) : Drew Preston
- Steven Hill (VF : Yves Barsacq) : Otto Berman
- Bruce Willis (VF : Patrick Poivey) : Bo Weinberg
- Timothy Jerome (VF : Gilbert Lévy) : Dixie Davis
- Steve Buscemi (VF : Philippe Peythieu) : Irving
- Stanley Tucci (VF : Michel Derain) : Lucky Luciano
- Mike Starr (VF : Jacques Frantz) : Julie Martin
- Moira Kelly : Becky
- Xander Berkeley (VF : Hervé Bellon) : Harvey Preston
- John Costelloe : Lulu
- Robert F. Colesberry : Jack Kelly
- Stephen Joyce (VF : Marcel Guido) : M. Hines
- Frances Conroy (VF : Régine Teyssot) : Mary Behan
- Kevin Corrigan : Arnold